# Parque linear
Um parque linear é um parque dentro de uma área urbana ou suburbana que é substancialmente mais comprida do que larga. Apesar de estarem associadas normalmente a cursos d'água, como canais e córregos, existem exemplos de parques lineares construídos em cima de ferrovias abandonadas ou ao longo de muralhas, linhas de transmissão de energia elétrica, rodovias e até costa marítima. 